# Magdalena van der Stappen
Magdalena van der Stappen was een weldoenster die in 1646 in Boxtel een vrouwengasthuis stichtte. Van der Stappen was gehuwd met de Bossche boekhandelaar en drukker Jan Scheffers de Jonge. Drie maanden voor haar overlijden vermaakte zij hun gezamenlijke woonhuis aan haar neef; tegelijkertijd stichtte zij het vrouwengasthuis. Van der Stappen liet in haar testament opnemen dat het gasthuis bestemd was voor "eerlijke en godvrezende personen van 50 jaar en ouder en voor invaliden".

## Gasthuis
In het gasthuis woonden oude dames in acht kamertjes aan een lange gang. Zij deelden een gemeenschappelijke keuken, een regentenkamer en twee opkamers met twee kelders. Het gasthuis beschikte ook over een grote tuin met groenten, fruitbomen en varkens. Het gasthuis werd vergroot in 1865 en 1899 blijkens twee gevelstenen.
Het gasthuis, plaatselijk ook bekend als 'Het Hofje' is tot 1966 in gebruik geweest. Nadien werd het omgebouwd tot woningen en werd er een restaurant gevestigd.